# Reiterstatuette Karls des Großen

Blick auf die Statuette im Louvre

Bei der sogenannten Reiterstatuette Karls des Großen handelt es sich um ein wohl 870 in Metz entstandenes Miniatur-Reiterstandbild (24 cm hoch).  Dargestellt ist möglicherweise Karl der Große, wahrscheinlicher aber zeigt es seinen Enkel Karl den Kahlen. Das Werk befindet sich heute im Musée du Louvre in Paris.

## Beschreibung
Die Statuette – welche ehemals vergoldet war – ist ein 24 cm hohes Bronzebildwerk. Sie zeigt eine untersetzte, schnauzbärtige Person in Gestalt eines mit einer Lilienkrone bekrönten und den Globus als Herrschaftszeichen tragenden reitenden Herrschers. Der Reitermantel ist mit einer Fibel geschlossen. In seiner rechten Hand wird er höchstwahrscheinlich ein Schwert getragen haben, das im Laufe der Geschichte abhandengekommen ist. Damit erinnert die Figur an den Typus des mittelalterlichen und hier insbesondere fränkischen Regenten als Reisekönig ohne feste Residenz, auf seiner Durchreise von Königspfalz zu Königspfalz stete Präsenz im gesamten Territorium seines Reiches zeigend.

## Einordnung
Die Figur ist, wie Stiluntersuchungen zeigen, vermutlich um 870 gegossen worden. Das Pferd sowie die Weltkugel als Herrscherattribut gehen auf antik-römische Vorbilder zurück, die in nachantiker Zeit erst wieder seit der Zeit Karls des Kahlen nachweisbar sind. Möglicherweise wurde die Figur von ihm anlässlich seiner Krönung zum König von Lotharingien in Metz in Auftrag gegeben. Bis zur Französischen Revolution wurde die in der Kathedrale von Metz aufgestellte Reiterstatuette jedoch als Reminiszenz an Karl den Großen verehrt. Die Vermutung liegt nahe, dass sich Karl der Kahle als neuen Karl den Großen darstellen ließ.

## Geschichte

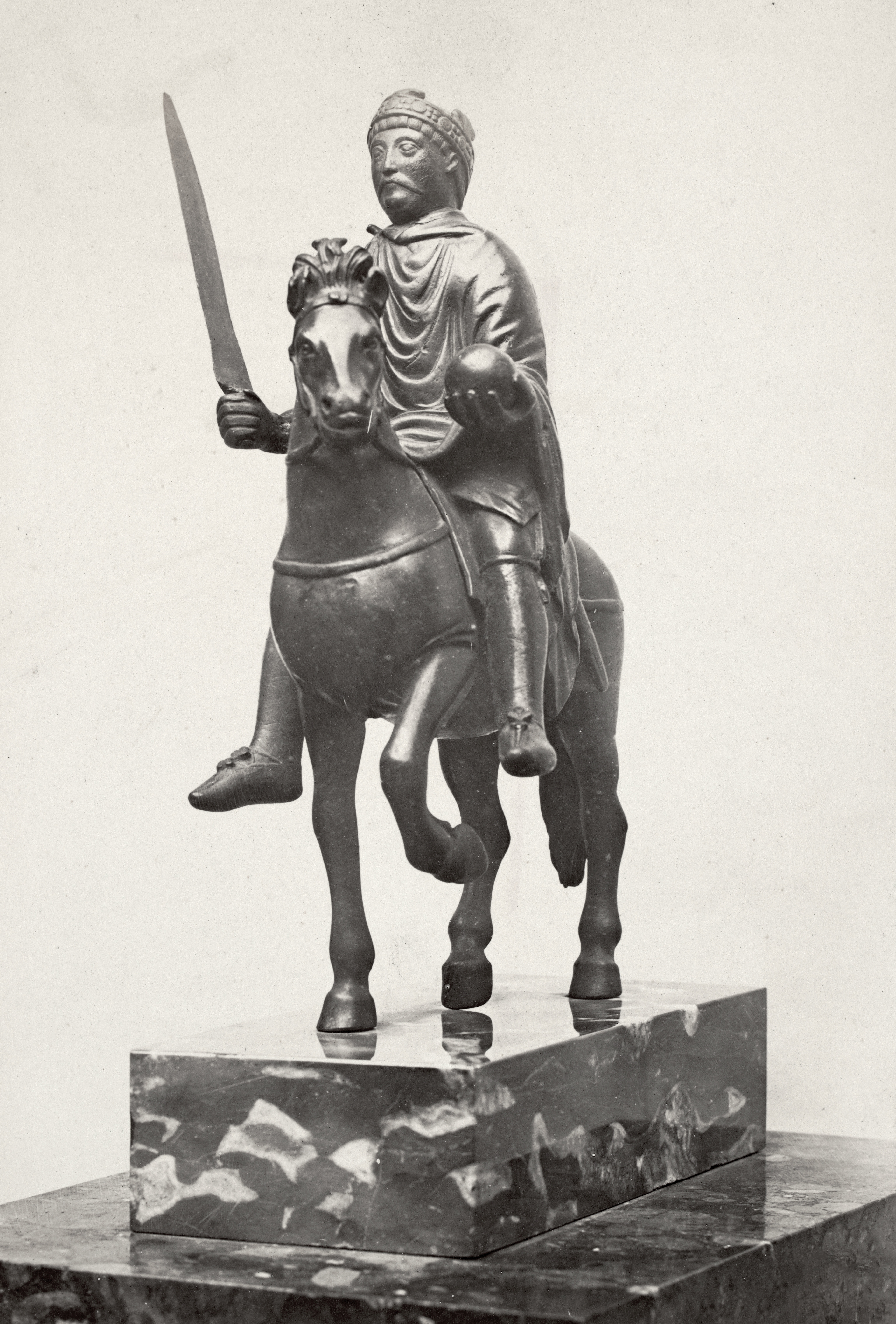
Photographie von Charles Marville (ca. 1877)

Die Statuette lässt sich seit dem 16. Jahrhundert in den Inventaren des Schatzes der Kathedrale von Metz nachweisen. Dort wurde sie 1807 von Alexandre Lenoir, dem Begründer des Musée des Monuments français, aufgefunden und gelangte in seine private Sammlung. Aus seinem Nachlass wurde sie an Madame Evans-Lombe verkauft, die sie 1855 auf der Pariser Weltausstellung zeigte und dann an die Stadt Paris verkaufte. Nach der Beschädigung durch einen Brand wurde die Statuette in das Musée Carnavalet gebracht, von wo sie 1934 in den Louvre gelangte (Inventarnummer OA 8260).